# Belle Chasse
Belle Chasse ist eine als Census-designated place geführte Siedlung im Bundesstaat Louisiana der Vereinigten Staaten von Amerika. Das U.S. Census Bureau hat bei der Volkszählung 2020 eine Einwohnerzahl von 10.579 ermittelt. Der Ort liegt am Mississippi River direkt südlich von New Orleans im Plaquemines Parish und ist Teil der Metropolregion New Orleans–Metairie.

## Geographie

### Geographische Lage
Belle Chasse liegt am rechten, westlichen bzw. nördlichen Ufer des Mississippi River in dessen Mündungsdelta. Der Fluss bildet die südöstliche Grenze des Ortsgebiets und beschreibt dort eine markante Flussbiegung, den English Turn. Durch den Nordwesten von Belle Chasse führt der Gulf Intracoastal Waterway. Zwischen diesem schiffbaren Kanal und dem Mississippi liegen zahlreiche kleinere Kanäle, die der Entwässerung des tiefgelegenen Areals mit einer mittleren Höhe von etwa zwei Metern über dem Meeresspiegel dienen. Die Mündung des Mississippi Rivers in den Golf von Mexiko liegt über 100 km flussabwärts von Belle Chasse, die ersten Ausläufer der Bucht Chandeleur Sound jedoch nur etwa 40 km südöstlich des Orts und die Lagune Lake Borgne weniger als zehn Kilometer nordöstlich.

### Nachbarorte
Nördlich von Belle Chasse schließt New Orleans an, nordwestlich Terrytown im Jefferson Parish. Südlich des Orts sowie auf der gegenüberliegenden, südöstlichen Seite des Mississippi River liegen gemeindefreie Gebiete des Plaquemines Parish mit den kleinen Siedlungen Live Oak südlich von Belle Chasse und Scarsdale auf der anderen Flussseite. Vom Ortsgebiet Belle Chasse umschlossen ist der Census-designated place New Orleans Station mit der Militärbasis Naval Air Station Joint Reserve Base New Orleans.

## Geschichte
Der heutige Bundesstaat Louisiana ist nachweislich seit etwa 6000 Jahren besiedelt. Vom 13. bis in das 15. Jahrhundert zählte das Areal des heutigen Orts Belle Chasse zum Verbreitungsgebiet der Plaquemine-Kultur, die stark von der Mississippi-Kultur beeinflusst war. Im 16. Jahrhundert erreichten erstmals spanische Konquistadoren die Region, als der Trupp des auf derselben Expedition verstorbenen Hernando de Soto den Mississippi River flussabwärts bis zu seiner Mündung befuhr. Eine dauerhafte europäische Kolonialisierung begann jedoch erst, nachdem Frankreich 1682 ein riesiges Gebiet zwischen den Großen Seen und dem Golf von Mexiko als Kolonie Louisiana in Besitz nahm. New Orleans wurde 1718 gegründet.
Am 12. November 1719 vergab die Mississippi-Kompanie Land auf dem heutigen Gebiet der Naval Air Station-Militärbasis an den französischen Minister Claude le Blanc, Marschall Claude François Bidal, den Grafen de Belle-Isle und Gérard Michel de La Jonchère. Im Auftrag der Eigentümer begann eine durch Ignace François Broutin geführte Gruppe Ende 1720 mit der Errichtung einer Plantage, auf der Indigo und Zuckerrohr angebaut wurde. Etwa 1738 wurde die so genannte LeBlanc-Plantage verkauft und nach dem Tod des Käufers in der zweiten Hälfte des 18. Jahrhunderts in mehreren Teilen weiterveräußert.
Nach dem Louisiana Purchase 1803, mit dem die bislang französische Kolonie Louisiana Teil der Vereinigten Staaten wurde, ließen weitere Siedler ihre Landansprüche im näheren Umkreis registrieren. Zu diesen Arealen zählte eine große Plantage zwischen der heutigen Militärbasis und dem Beginn der Flussbiegung English Turn im Nordosten des aktuellen Ortsgebiets, die den Namen Belle Chasse (französisch wörtlich für Gute Jagd; wahrscheinlich aber abgeleitet vom Namen des zeitweiligen Besitzers Joseph Deville deGoutin Bellechasse) erhielt. Die Plantage wurde 1844 durch Judah Philip Benjamin erworben, 1852 jedoch bei einem Hochwasser zu großen Teilen zerstört. Nach mehreren Besitzerwechseln, weiteren Hochwassern 1874 bzw. 1892 und fortschreitender Erosion am Ufer des Mississippi River wurde der Plantagenbetrieb Anfang des 20. Jahrhunderts eingeschränkt. Ähnlich wie die LeBlanc-Plantage wurden die Flächen schließlich 1921 unter verschiedenen Besitzern aufgeteilt.
Auf der aus Sicht der Plantagen gegenüberliegenden Flussseite entstand im 18. Jahrhundert südlich der Biegung English Turn eine kleine Ansiedlung, das heutige Scarsdale. Bei wetter- oder wasserstandsbedingt schwierigen Navigationsverhältnissen in der Flusskrümmung wendeten vom Golf von Mexiko kommende Schiffe dort, während Passagiere und Güter auf dem Landweg nach New Orleans gelangten. Aus den dazu nötigen Übersetzfahrten ans Westufer entwickelte sich ein regelmäßiger Fährbetrieb, der wiederum auch am Westufer die Entstehung eines kleinen Dorfs begünstigte. Der Ort erhielt den Namen Belle Chasse und breitete sich ab den 1920er-Jahren auf vormaligen Plantagenflächen aus.
Seit 1889 führt die Bahnstrecke von Algiers, einem südlich des Mississippi River gelegenen Stadtteil von New Orleans, nach Buras durch das Ortsgebiet von Belle Chasse. Erbauer und Betreiber der Strecke war die New Orleans, Fort Jackson & Grand Isle Railroad. 1916 wurde die Strecke von der New Orleans & Lower Coast Railroad erworben, die wiederum 1926 durch die Missouri Pacific Railroad übernommen wurde. Mitte des 20. Jahrhunderts wurde der Personenverkehr eingestellt. Die weiterhin im Güterverkehr genutzte Bahnstrecke wurde 1991 an die in Anlehnung an den früheren Betreiber benannte New Orleans Lower Coast Railroad verkauft, die sie wiederum im April 1999 an den heutigen Betreiber, die New Orleans & Gulf Coast Railway (NOGC), veräußerte.
Ab 1928 war Belle Chasse Ausgangspunkt von Eisenbahn-Trajekt-Verbindungen der Seatrain Lines nach Havanna, Kuba, und ab 1932 auch in den New Yorker Hafen. Der Seetransport von Güterwagen wurde durch Seatrain Lines, unterbrochen durch den Zweiten Weltkrieg, bis 1951 nach Kuba und bis zum 17. Juni 1964 nach New York (bzw. Edgewater) angeboten. Mit einem von Seatrain erworbenen Schiff führte die West India Fruit and Steamship Company den Fährbetrieb nach Kuba von 1954 bis 1961 weiter.
Ab 1948 wurde auf einem Großteil der früheren LeBlanc-Plantage ein Militärflugplatz geplant und ab 1954 angelegt, der am 13. Dezember 1957 eröffnet wurde. Die Basis bildete das kleine Flugfeld Alvin Callender Field, das Ende der 1920er-Jahre für einen New-Orleans-Besuch von Charles Lindbergh angelegt worden war. Die Naval Air Station Joint Reserve Base New Orleans wird von Truppenteilen der US Navy, Nationalgarde und Küstenwache gemeinsam genutzt.
Organisatorisch ist das Gebiet von Belle Chasse seit 1807 Teil des Plaquemines Parish und dessen größter Ort. Seit 1980 wird die Siedlung als eigener Census-designated place (CDP) geführt. Das Militärgelände der Naval Air Station zählte zunächst ebenfalls zum CDP Belle Chasse, wird jedoch seit 2020 selbst als CDP betrachtet.
Nachdem das Courthouse am Parish Seat Pointe à la Hache Anfang 2002 unbenutzbar geworden war, verlegte der Plaquemines Parish seine Verwaltung nach Belle Chasse. Dies wurde überwiegend auch nach der 2019 erfolgten Eröffnung eines neuen Courthouses in Pointe à la Hache beibehalten.
Durch die Lage im Großraum New Orleans und am Mississippi River wuchs Belle Chasse ab Mitte des 20. Jahrhunderts deutlich. Zu den größten Arbeitgebern zählt neben den Militäranlagen eine Raffinerie des Chevron-Konzerns. Von 1971 bis 2021 wurde ferner die Alliance-Raffinerie betrieben, die außerhalb des CDP Belle Chasse südlich des Orts lag.

## Infrastruktur

### Verkehr
Für den Gütertransport spielen der Mississippi River und der Gulf Intracoastal Waterway eine wichtige Rolle.
Die Staatsstraße Louisiana Highway 23 erreicht Belle Chasse von Nordwesten aus New Orleans. Sie quert den Gulf Intracoastal Waterway über die parallel zueinander gelegene Belle Chasse Bridge und den Belle Chasse Tunnel. Anschließend folgt die Straße dem Mississippi River an dessen rechtem (hier westlichen) Ufer Richtung Süden. Die Orte am Ostufer können über die Fährverbindung Belle Chasse–Scarsdale Ferry erreicht werden. Nordwärts nach Algiers führt die kurze Staatsstraße Louisiana Highway 406.
Die Bahnstrecke Algiers–Buras führt ähnlich wie Louisiana Highway 23 grob in Nord-Süd-Richtung durch Belle Chasse. Sie wird im Güterverkehr durch die New Orleans & Gulf Coast Railway (NOGC) bedient.
ÖPNV existiert nicht in Belle Chasse.

### Bildung
Belle Chasse liegt im Schulsprengel des Plaquemines Parish School Board, der seinen Sitz im Ort hat. Die für den Ort zuständigen Schulen befinden sich ebenfalls vor Ort.

## Söhne und Töchter der Stadt
- Chris Henry (1983–2009), Footballspieler